# 陈国祝
陈国祝（？—？），字如南，湖北汉阳（今湖北武汉）人，清朝政治人物。进士出身。

## 生平
康熙六年，登進士。曾于1675年接替连国栋任青浦县知县一职，1676年由刘廷谏接任。